# Bradford (Pennsylvanie)
Pour les articles homonymes, voir Bradford (homonymie).
Bradford est une localité américaine située dans le comté de McKean, en Pennsylvanie.
Dans le centre-ville, le district historique de Bradford Downtown est inscrit au Registre national des lieux historiques depuis le 31 août 2000.
Bradford est le siège de la société de briquets Zippo. 